# Ди Маджо, Джо
Джо́зеф Пол «Джо» Ди Ма́джо (англ. Joseph Paul «Joe» DiMaggio; 25 ноября 1914[…], Мартинес, Калифорния — 8 марта 1999[…], Холливуд, Флорида) — американский бейсболист, центрфилдер. Один из самых выдающихся игроков за всю историю бейсбола. Он был принят в Зал славы бейсбола в 1955 году. Ди Маджо был средним из трёх братьев, игравших в высшей лиге, других звали Винс и Дом.
Ди Маджо был трёхкратным обладателем награды «Самый полезный игрок» и 13 раз принимал участие в матчах всех звёзд (единственный бейсболист, игравший в матчах всех звёзд в каждом сезоне, в котором он участвовал). За свою карьеру он выполнил 361 хоум-ран (5-й результат в истории).

## Биография

### Молодость
Джо был восьмым из девяти детей итальянских иммигрантов Джузеппе (1872—1949) и Розалии Ди Маджо (1878—1951). Когда Джо был один год, его семья переехала в Сан-Франциско.
Джузеппе, как и его предки, был рыбаком. Брат Ди Маджо, Том, рассказал биографу М. Аллену, что отец Розалии, также рыбак, писал ей, что Джузеппе переехал из своего родного города Изола-делле-Феммине в Калифорнию и, в конечном счёте, обосновался около отца Розалии в местном городе Питсбурге. Через четыре года он заработал достаточно денег и перевёз к себе Розалию и их дочь, которая родилась после того, как он уехал в Соединенные Штаты.
Джузеппе надеялся, что его пять сыновей тоже станут рыбаками. Ди Маджо вспоминал, что делал все возможное, чтобы не чистить отцовскую лодку, поскольку запах мёртвой рыбы вызывал у него отвращение. Джузеппе называл его «ленивым» и «ни на что не годным» и не мог понять, как бейсбол мог помочь Ди Маджо «убежать от бедности».
Ди Маджо был полупрофессионалом, когда Винс Ди Маджо, игравший за команду San Francisco Seals, уговорил своего менеджера взять Ди Маджо в команду; 1 октября 1932 года состоялся его профессиональный дебют.
В 1934 году его карьера могла закончиться. По дороге к сестре на ужин он порвал связки в левом колене. San Francisco Seals хотели продать контракт Ди Маджо за 100 000 $. Скаут Нью-Йорк Янкис Билл Эссик был убеждён, что Джо сможет вылечить повреждение колена, и уговорил владельцев клуба купить Ди Маджо. После того как Ди Маджо успешно прошёл медосмотр, он был куплен 21 ноября в обмен на 5 игроков и 25 000 $. При этом сезон он закончил, играя за San Francisco Seals и привёл их к чемпионству, а самого Ди Маджо назвали самым ценным игроком Лиги.

### The Yankee Clipper
Ди Маджо дебютировал в высшей лиге за Нью-Йорк Янкис 3 мая 1936 года. За 13 сезонов, которые Ди Маджо провёл за «Нью-Йорк Янкис», он 9 раз становился чемпионом лиги.
7 февраля 1949 года Ди Маджо подписал рекордный контракт на 100 000 $ (70 000 $ плюс бонусы) и стал первым бейсболистом, который зарабатывал 100 000 $.
Ди Маджо был принят в бейсбольный Зал славы в 1955 году. Brooklyn Dodgers предложили ему работу тренера в 1953 году, но он отклонил предложение.

### Служба в армии
Ди Маджо вступил на службу в ВВС Армии США 17 февраля 1943 года в звании сержанта. Он служил в Санта-Ане, на Гавайях и в Атлантик-Сити (штат Нью-Джерси) инструктором по физическому воспитанию. Он был демобилизован в сентябре 1945 года.
Джузеппе и Розалия Ди Маджо были среди тысяч немецких, японских и итальянских иммигрантов, которым после бомбардировки Перл-Харбора было запрещено отъезжать от дома далее чем на 5 миль без разрешительного документа. Джузеппе было запрещено плавать в заливе Сан-Франциско, где он десятилетиями удил рыбу, а его лодка была конфискована. В 1944 году Розалия получила американское гражданство, а Джузеппе — в 1945 году.

### Дороти Арнольд

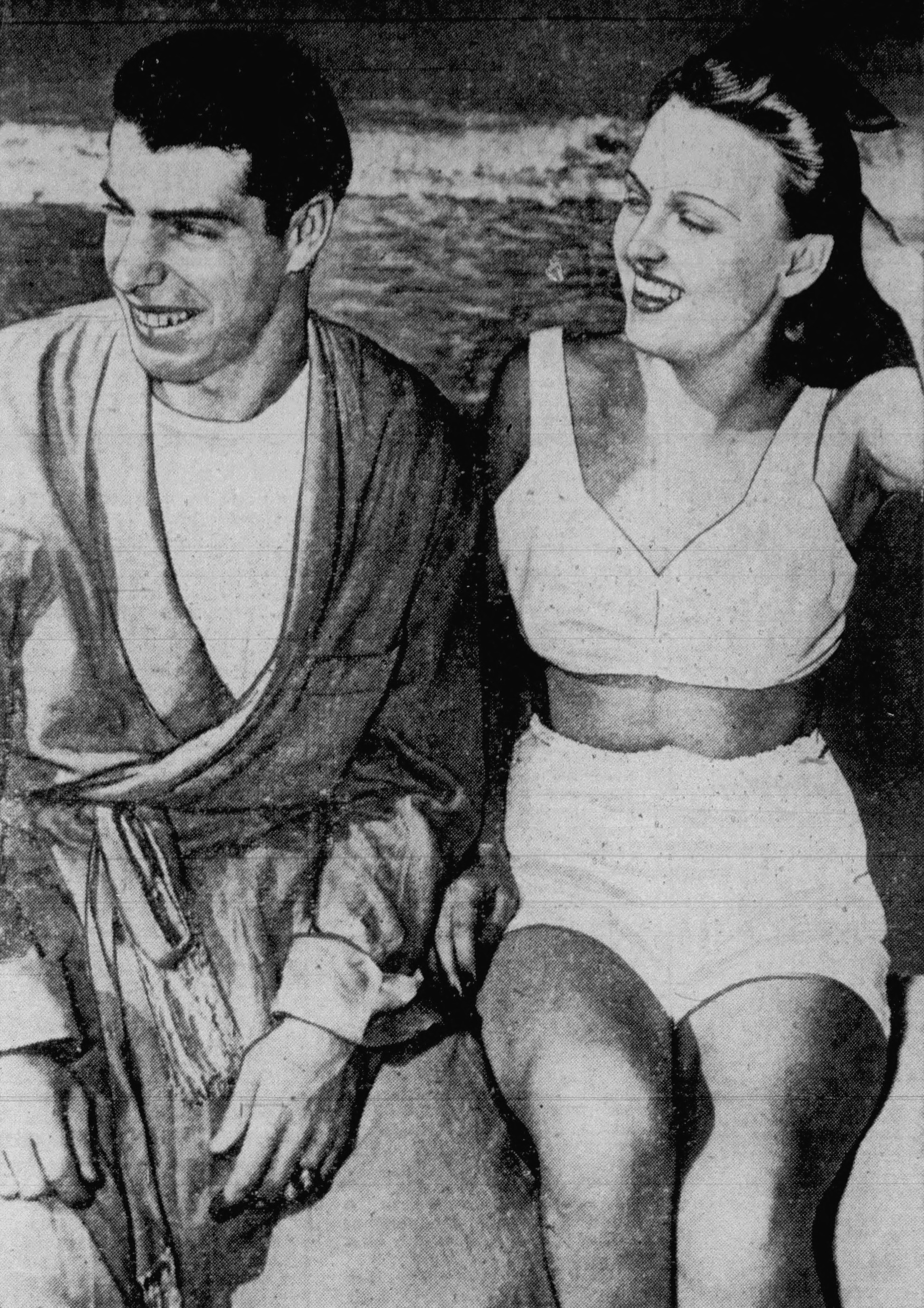
Джо Ди Маджио и Дороти Арнольд на пляже 1942 год

В январе 1937 года Ди Маджо познакомился с актрисой Дороти Арнольд (англ. Dorothy Arnold). Они обвенчались в Церкви Святого Петра и Павла в Сан-Франциско 19 ноября 1939 года. 23 октября 1941 года у них родился сын Джозеф Пол Ди Маджо III (Joseph Paul DiMaggio III). В 1944 году брак закончился разводом.

### Мэрилин Монро

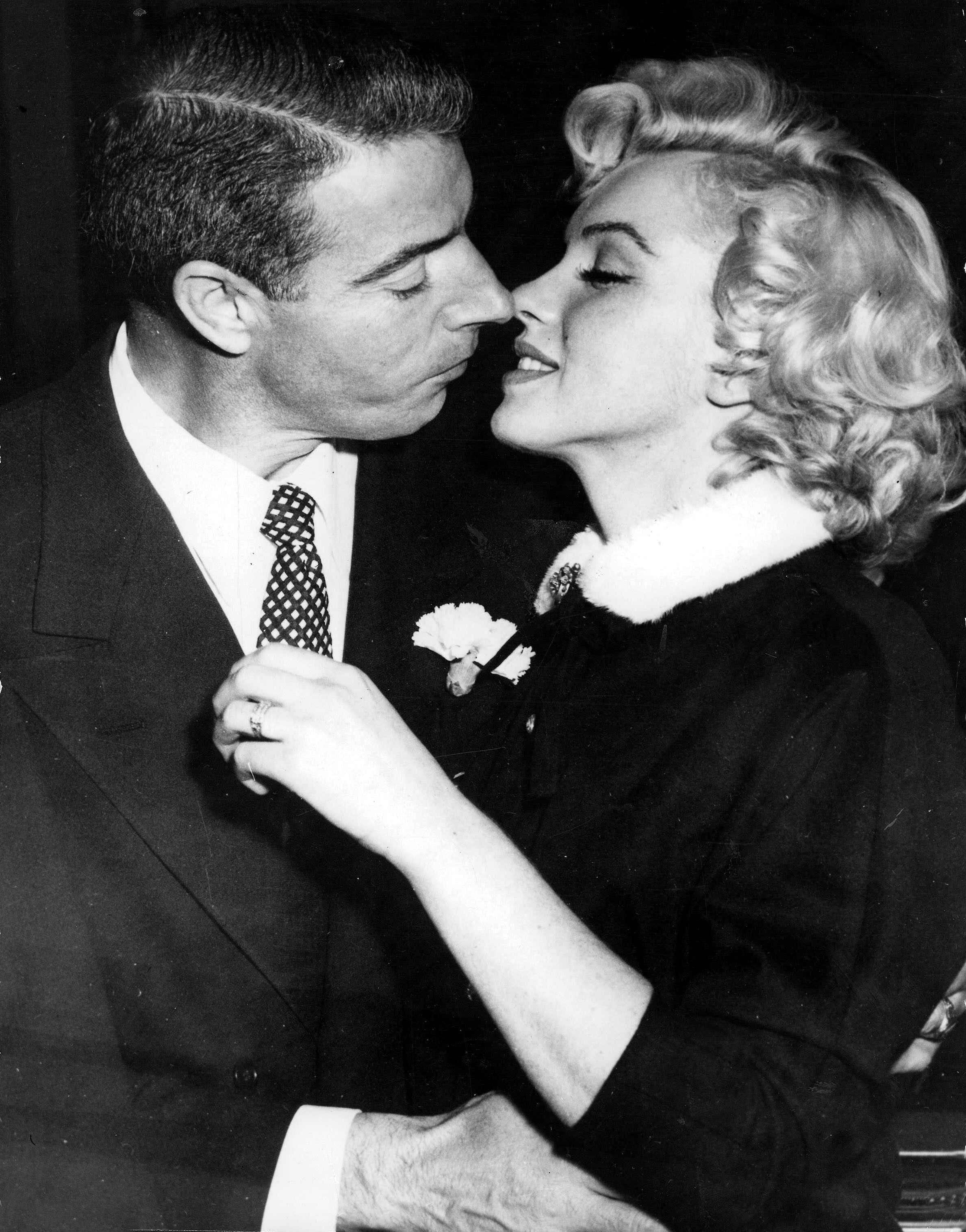
свадьба

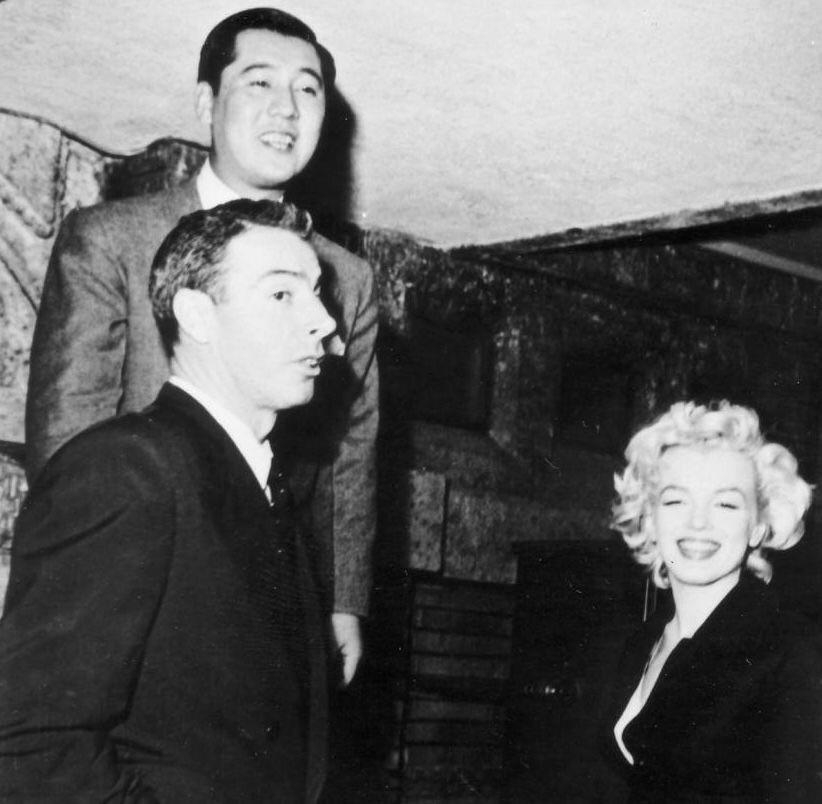
Джо Ди Маджо и Мэрилин Монро

Однажды Ди Маджо увидел фотографию Мэрилин Монро в газете, на которой актриса пыталась попасть бейсбольной битой по мячу. Она сильно понравилась бейсболисту, и он захотел с ней познакомиться. В феврале 1952 года они начали встречаться. 14 января 1954 года Ди Маджо и Монро поженились в Сан-Франциско. Этот брак продержался всего 9 месяцев.
Днём 1 августа 1962 года Ди Маджо вылетел в Лос-Анджелес и направился прямиком в дом Мэрилин в Брентвуде, где попросил её руки. Но, несмотря на благодарность, она сразу отвергла его предложение и сказала ему, что хочет остаться только друзьями. Как ясно из цитат в двух её последних интервью, её чувства к нему не изменились к 1962 году. Корреспонденту журнала Redbook Аллану Леви в мае она красноречиво заявила: "Поверьте мне, здесь нет искры, которую можно было бы зажечь. Мне просто нравится быть с ним. У нас появилось лучшее взаимопонимание. Она настаивала на том, что: «Со времени предыдущего брака мне это и в голову не приходило». На самом деле у неё не было никакого желания снова выходить замуж за Ди Маджио, потому что, проще говоря, она хотела замуж по любви, а она разлюбила его, она видела в нём только близкого, платонического друга.
5 августа она была найдена мёртвой. Её смерть посчитали самоубийством, но ходили бесконечные слухи о заговоре. С разрешения её сводной сестры Бернис Миракл, устройством похорон занялся Джо Ди Маджио. Помогала ему в этом бывший импресарио Мэрилин Инес Мелсон. Они знали, что Мэрилин не нравилась идея быть зарытой в землю. По этой причине они выбрали захоронение в стене. За место, стоившее 800 долларов, и бронзовый гроб заплатил Ди Маджо. Общественности объявили, что пожертвования следовало посылать в организации, которые оказывали помощь нуждающимся детям.
Он запретил голливудской элите и членам семьи Кеннеди присутствовать на похоронах, включая президента Джона Ф. Кеннеди. На протяжении 20 лет три раза в неделю он присылал полдюжины красных роз на её могилу. Он никогда не говорил публично об их отношениях и никогда больше не женился.
Мэрилин, Кеннеди и Синатра
Любовь Джо Ди Маджио к актрисе Мэрилин Монро хорошо описана, но новая биография Рока Позитано, Джона Позитано «Ужин с Ди Маджио: воспоминания об американском герое», написанная одним из давних друзей великого янки, глубже раскрывает их легендарный роман — раскрывает, какие качества он любил в ней больше всего, почему они развелись и кого он винил в её смерти.
"Мэрилин… Бедная девочка. Она не знала, что имеет дело с настоящими акулами. Эти великие и могущественные Кеннеди были мелкими грязными ублюдками, вот и все, — продолжал Джо, воспользовавшись знакомым всем италоамериканцам ругательством.
Джо оглянулся, чтобы убедиться, что его не подслушивают. — А мой добрый друг Фрэнк Синатра был для них сутенером. Это слово он произнес с особым нажимом. — Все эти Кеннеди убивали женщин, — яростно прошипел Джо, -и им это всегда сходило с рук. И будет сходить с рук ещё сотню лет. Но Джо не закончил.
— Я всегда знал, кто её убил, но не хочу устраивать революцию. Она говорила мне, что её убьют, но я молчал. Услышав, как Джо от имени Мэрилин Монро произносит обвинения в адрес семейства Кеннеди, я оторопел. Она сказала ему, что люди, с которыми она была связана, опасались, что она их подставит. В то время пресса сообщила, что она покончила с собой, но слухи о её смерти не утихают и поныне. Теперь я понял, почему с тех пор Джо затаил ненависть ко всем Кеннеди. Синатра искал девочек для Кеннеди: он надеялся, что его, грязного даго из Нью-Джерси, примут в их компанию, если он притащит в их постель богиню, — объяснил Джо. — Я пытался защитить Мэрилин, но справиться с ней было сложнее, чем с любым из фастболов Бобби Феллера. Я делал удар на базу в 56 играх подряд. Я выиграл девять чемпионатов Мировой серии. Я мог с лёгкостью поймать мяч в центре поля. Ни один король, ни один политик не мог бы сравниться со мной. Но с Мэрилин мяч всегда выскальзывал из перчатки и падал на траву. Было ясно, как сильно Джо сожалеет о том, что не смог повлиять на неё. Джо возненавидел старого друга за то, что тот пользовался Мэрилин, чтобы сблизиться с кланом Кеннеди. По его мнению, это стоило ей жизни.
Если парень не будет бегать за юбками и позаботится о своей жене, у него не будет проблем, — предсказал Джо. — Он нормальный парень, особенно для такой семьи. Иногда яблоко падает в стороне от яблони. Это было самое доброжелательное заявление Джо, на какое только можно было рассчитывать, учитывая историю его взаимоотношений со старшими Кеннеди, Но познакомиться с ним он не согласился. Но по крайней мере он признал, что его трения с Кеннеди-старшим не относится к Кеннеди-младшему, а работа младшего Кеннеди с детьми оправдывала сго в глазах Джо, Хотя большинству людей это было неизвестно, Джо испытывал искренние уважение и восхищался Джеки Кеннеди как матерью детей президента Кеннеди, В целом пришёл к выводу, что Джо больше ненавидел Роберта Кеннеди — то ли потому, что считал, что Мэрилин была теснее с ним связана, то ли потому, что подозревал генерального прокурора в причастности к её гибели, как он несколько раз намекал. За ужином в тот вечер Джо рассказал, что в день Микки Мэнтла в 1965 году Роберт Кеннеди на стадионе подошёл к Джо, протянув ему руку. Джо проигнорировал его и прошел мимо, смерив политика ледяным взглядом.
Адвокат Ди Маджо, Моррис Энглеберг, утверждал, что когда они виделись в последний раз перед смертью Ди Маджо, то его последние слова к Энглебергу были: «Я наконец-таки я смогу увидеть Мэрилин». Однако брат Джо Доминик оспорил версию Энгельберга о последних моментах жизни Джо и его мотивах. Работник хосписа в доме Джо Ди Маджио, когда он умер в марте 1999 года, отрицал, что Джо сделал такое заявление.

### Реклама

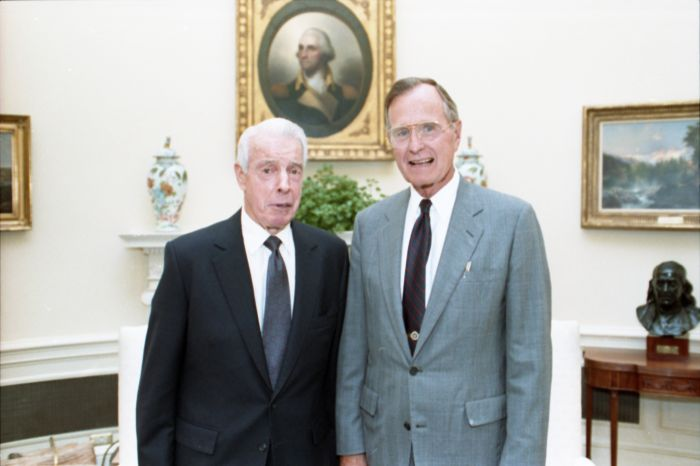
Джо и Джордж Буш-старший, 1991 год

В 1970 году Ди Маджо стал представителем марки Mr. Coffee. Он был лицом электрических кофеварок Mr. Coffee. С 1972 по 1992 Ди Маджо рекламировал различные финансовые институты.

### Смерть

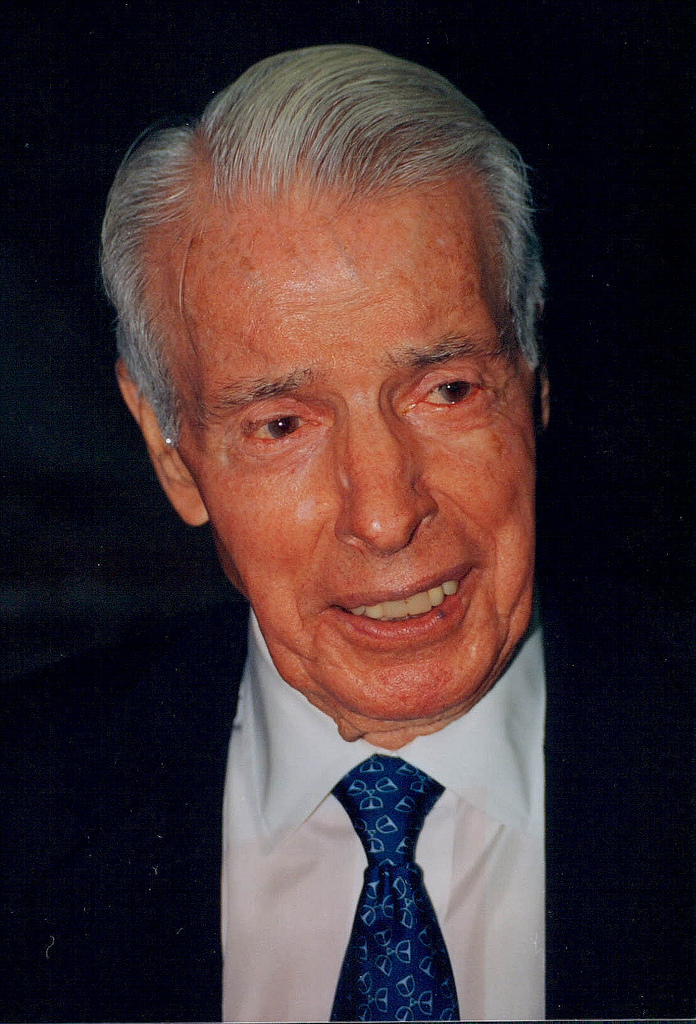
Джо Ди Маджо в 1995 году

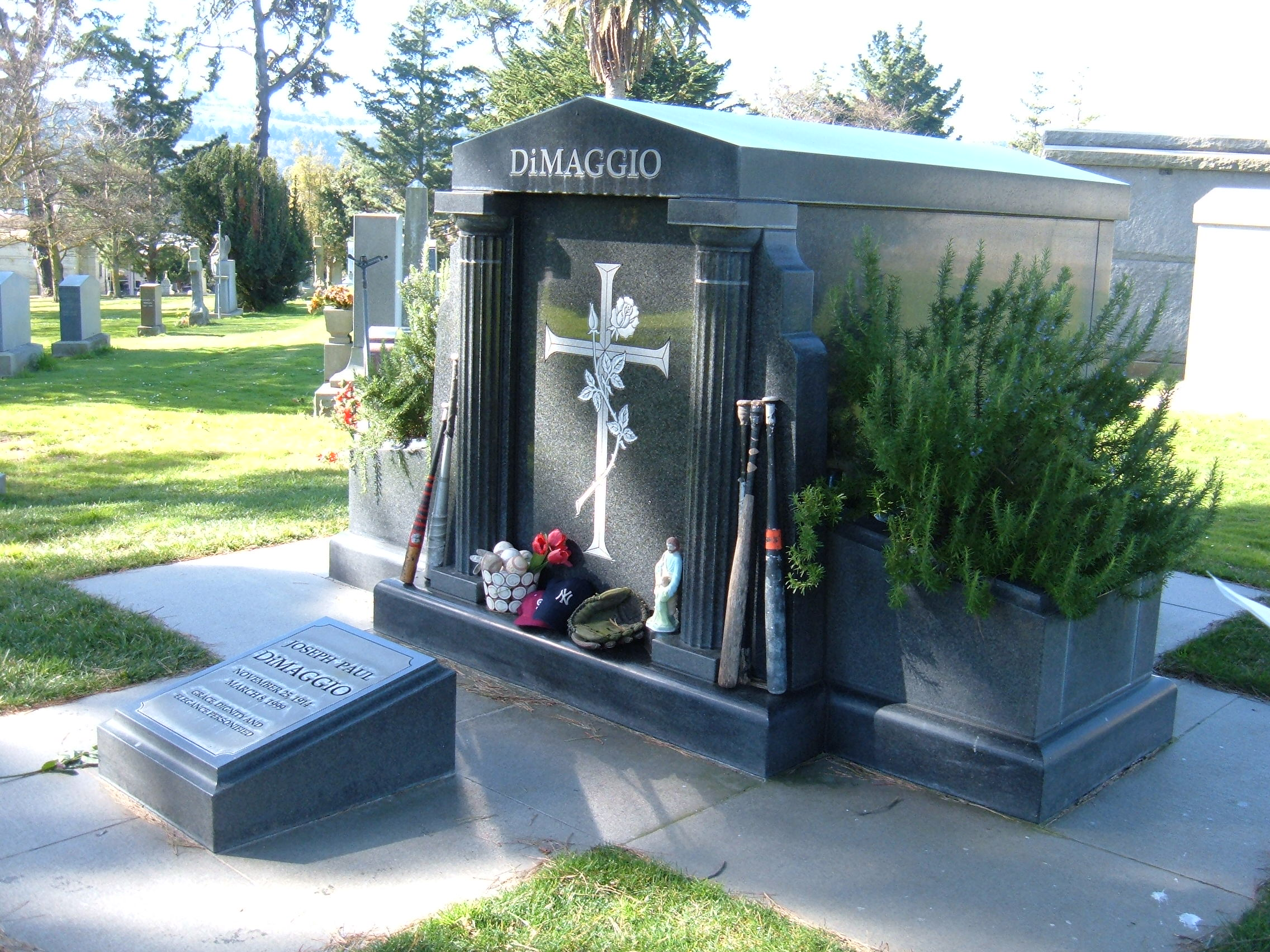
Могила Джо Ди Маджо

12 октября 1998 года Ди Маджо был госпитализирован в больницу Memorial Regional Hospital в Голливуде, шт. Флорида для операции рака лёгкого и оставался там в течение следующих 99 дней. 19 января он вернулся к себе домой, где и умер 8 марта 1999 года. Джо Ди Маджо похоронен на кладбище Святого креста в Colma, Калифорния.
В августе того же года в возрасте 57 лет скончался сын Ди Маджо.

## В массовой культуре
- Наиболее известен как «Joltin’ Джо» — легендарный центровой игрок «Янкис».
- Его судьба стала темой для произведения Ричарда Бена Крамера «Жизнь героя».
- Упоминается в повести Эрнеста Хемингуэя «Старик и море».
- Знаменитая фраза «Куда ты ушел, Джо Ди Маджо?» пошла от песни дуэта Simon and Garfunkel Mrs. Robinson.
- В бродвейской пьесе «Мэрилин» в 1983 году роль Джо Ди Маджо сыграл Скотт Бакула.
- Надпись на его могильной плите гласит «Воплощение привлекательности, достоинства и изящества…».
- Фраза «Джо Ди Маджо» использовалась для снятия ментального программирования «спящих агентов» в серии комиксов «Deadpool Noir».
- Джо Ди Маджо упоминается в песне Михаила Щербакова «Удачный день» (она же «Без названия»).
- Владимир Познер в своём документальном фильме о США «Одноэтажная Америка» рассказывал, что в 1990 году встретился с Ди Маджо и был очень смущён, так как тот являлся его кумиром. Ди Маджо подарил Познеру бейсбольный мяч с надписью: «Владимиру Познеру — человеку, с которым я всегда хотел познакомиться».
- Джо Ди Маджо упоминается в песне Мадонны «Vogue».
- Упомянут в песне Билли Джоэла «We Didn’t Start the Fire».
- Джо Ди Маджо упоминается в повести Стивена Кинга «Лангольеры».
- Димаджио - персонаж пьесы «Insignificance» Терри Джонсона